# Merris
Merris is een gemeente in de Franse Westhoek, in het Franse Noorderdepartement (Frans: département du Nord). De gemeente ligt in Frans-Vlaanderen in de streek het Houtland. Zij grenst aan de gemeenten Meteren, Belle, Oud-Berkijn en Strazele. Aan de noordkant van Merris passeert de spoorlijn voor de TGV tussen Rijsel en Calais en aan de zuidkant loopt de spoorlijn voor de normale treinen tussen Rijsel en Hazebroek. Door Merris stroomt de Meterenbeek. De gemeente telde op 1 januari 2022 1.078 inwoners.

## Naam en geschiedenis
De naam Merris komt van Miernes of Merrens en werd voor de eerste keer geattesteerd in 1180. Soms werd het vermeld als Mernes wat letterlijk "moeras" betekent, een duidelijke verwijzing naar de lage en meer natte vlaktes aan de zuidkant van het grondgebied van de gemeente aangezien het terrein daar van de Frans-Vlaamse heuvels naar beneden gaat richting het Leiedal.
Voor de tijd van Julius Caesar werd het grondgebied bewoond door de stammen van de Menapiërs. In de loop van de vierde eeuw kwamen verschillende Germaanse stammen zich vestigen in het gebied zoals de Friezen en de Saksen. Zij werden op hun beurt weer verdreven door de Franken die in de regio in de loop van de vroege middeleeuwen de eerste dorpen stichtten. In die tijd stamt ook het gebruik van het Vlaams en ontwikkelde het zich tot de gesproken taal van de regio.
Merris behoorde net zoals heel de huidige Franse Westhoek tot het graafschap Vlaanderen en was ingedeeld bij de kasselrij Belle. Religieus gezien viel het gebied onder het bisdom Terwaan.
Merris heeft net zoals vele andere dorpen in de Vlaamse en Franse Westhoek erg geleden onder het oorlogsgeweld van de Eerste Wereldoorlog en grote delen van de stad werden verwoest tijdens de oorlog; onder andere de oude Sint-Laurenskerk die men na de oorlog weer heeft heropgebouwd.

## Geografie
De oppervlakte van Merris bedroeg op 1 januari 2022 10,09 vierkante kilometer; de bevolkingsdichtheid was toen 106,8 inwoners per km².

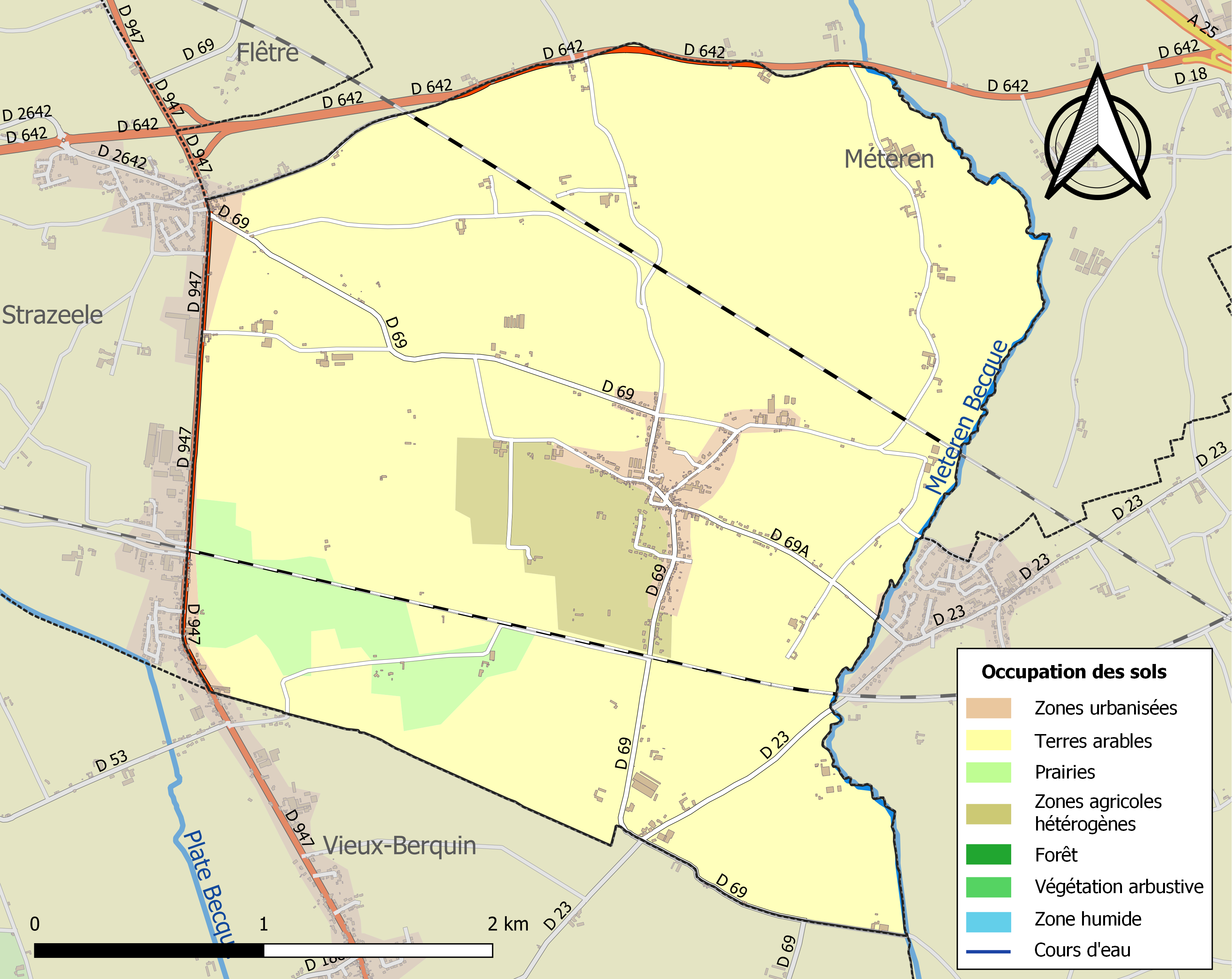
Kaart van de gemeente met belangrijkste infrastructuur, bodemgebruik en omliggende gemeenten

## Bezienswaardigheden
- De Sint-Laurenskerk (Église Saint-Laurent)
- Het gezinsinternaat werd beheerd door de Zusters van Notre-Dame du Suffrage tot 1999. Het gebouw, in Vlaamse architectuur, bezit een kapel die voor het bejaardencentrum wordt gebruikt als stiltecentrum en om kerkdiensten te houden.
- Op de gemeentelijke  Begraafplaats van Merris bevinden zich 17 Britse oorlogsgraven uit de Tweede Wereldoorlog.

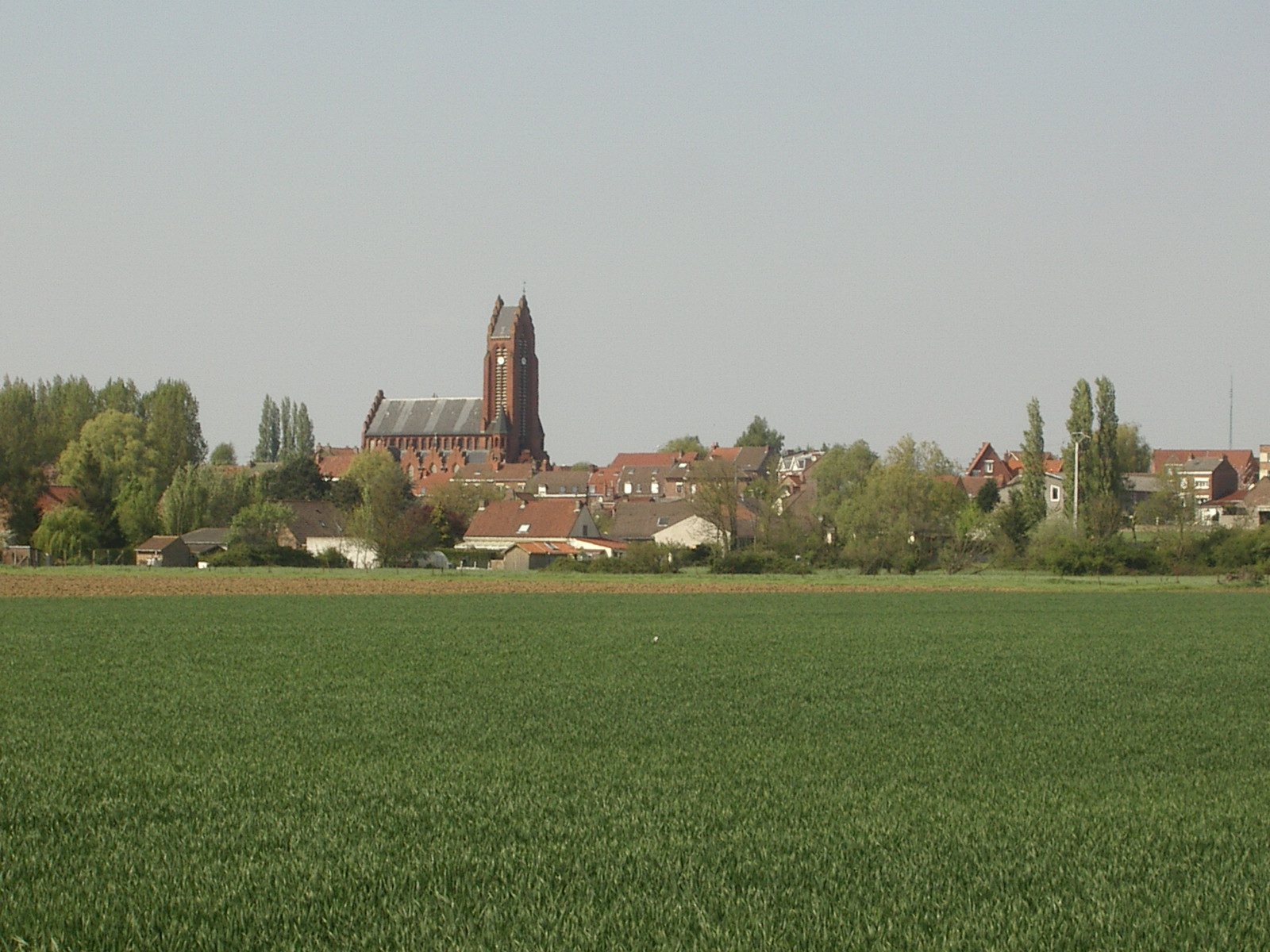
Zicht op Merris
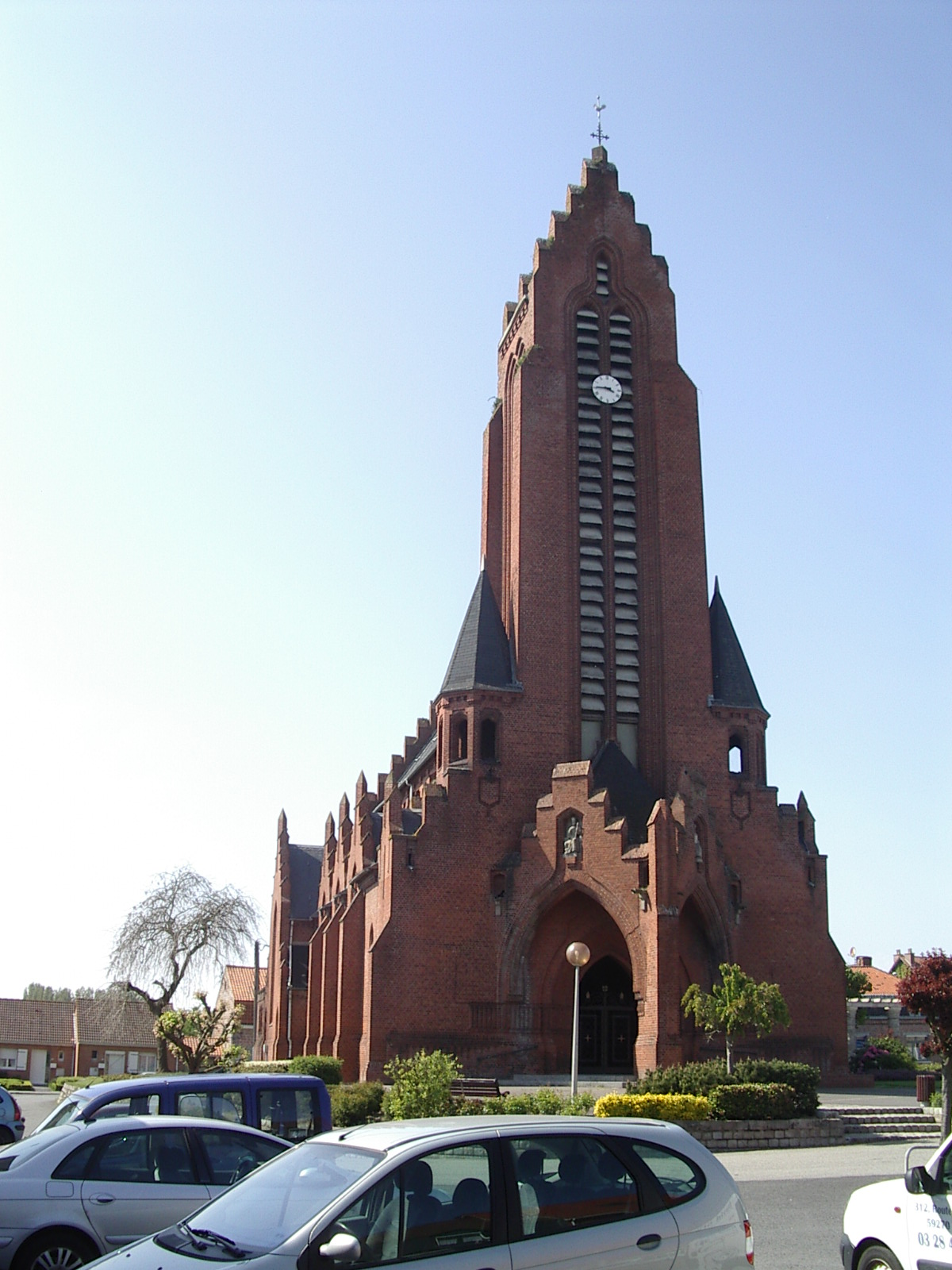
De Sint-Laurenskerk in Merris
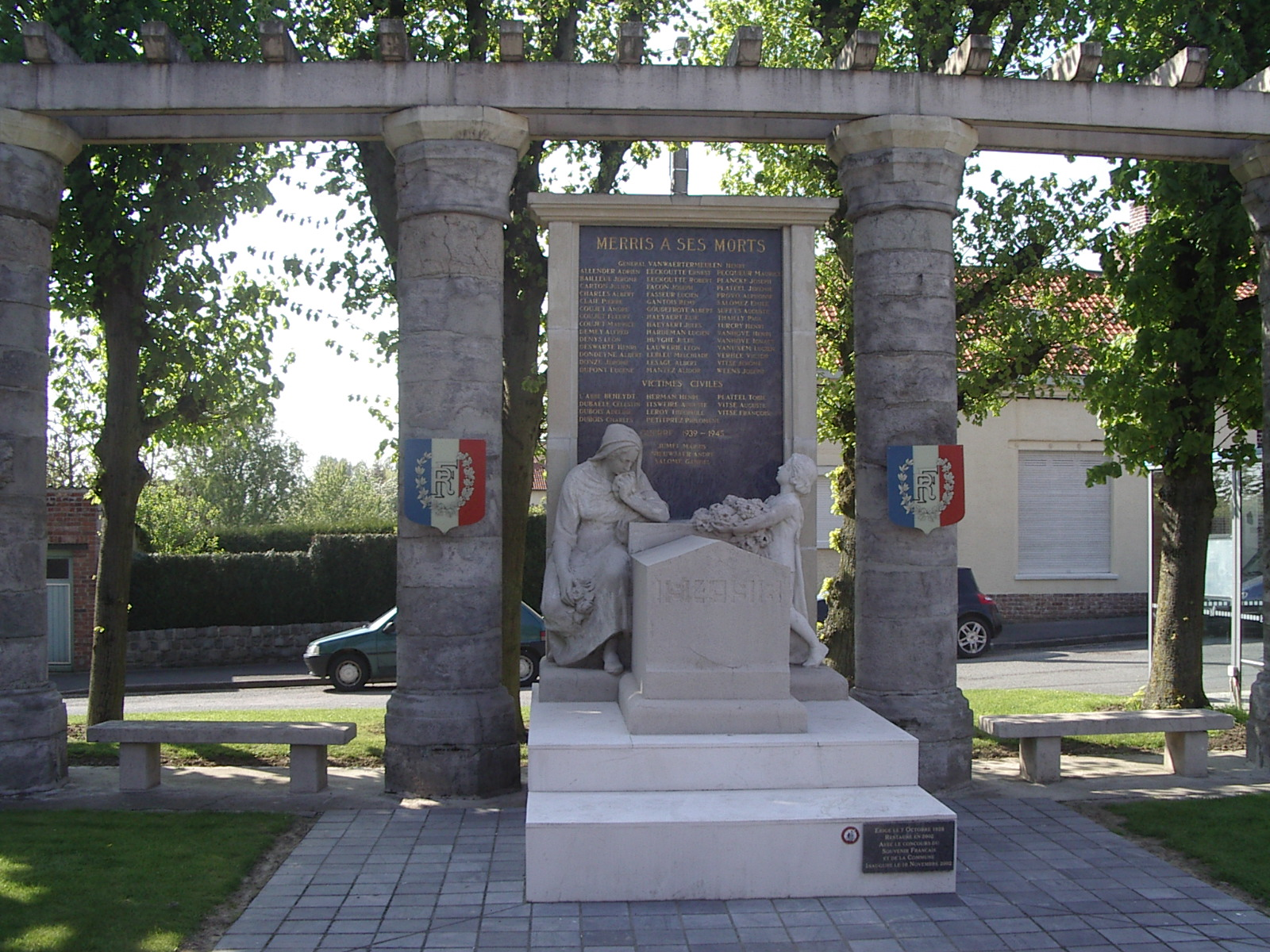
Monument voor de gesneuvelden
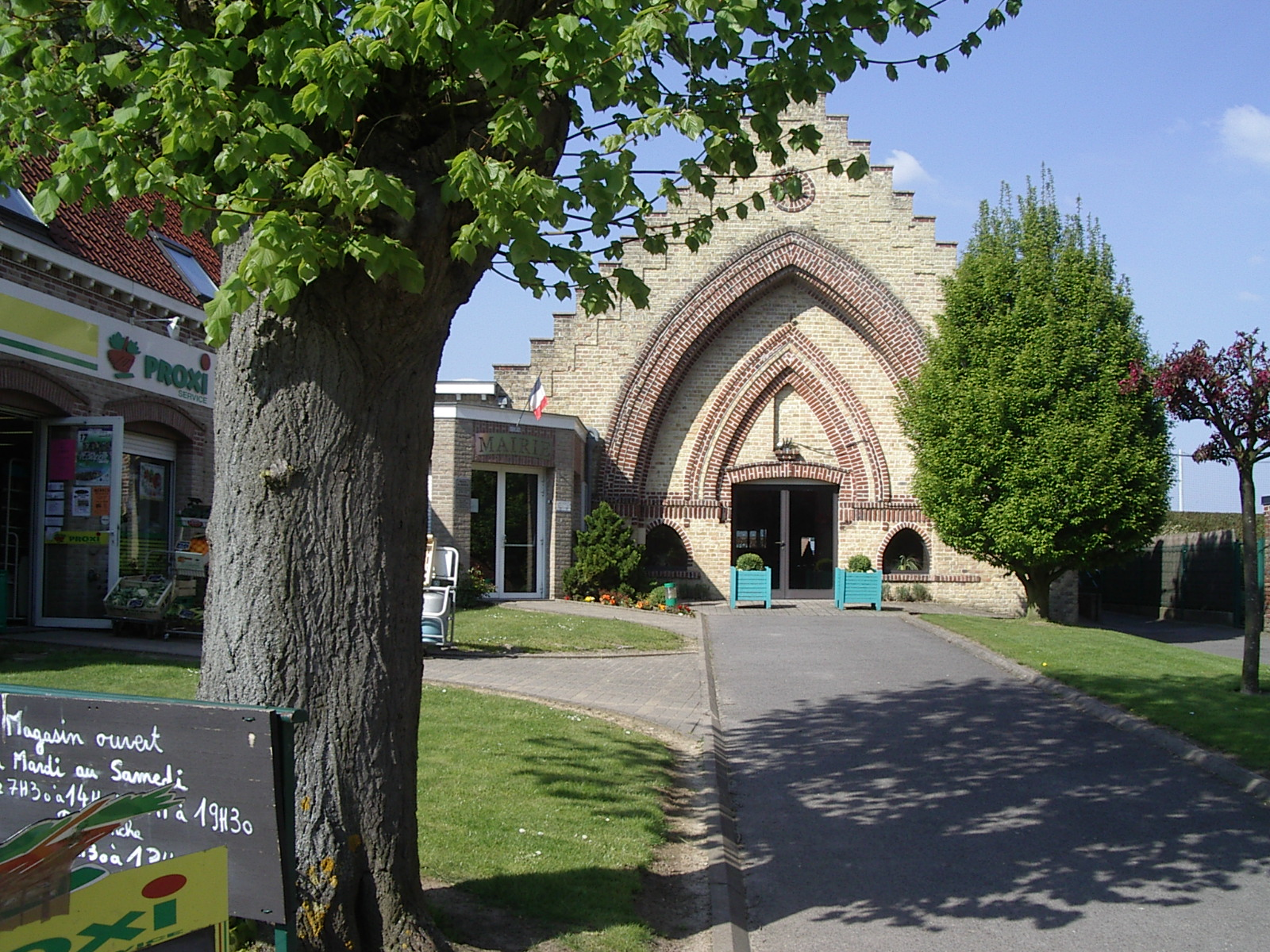
Gemeentehuis

## Natuur en landschap
Merris ligt in het Houtland op een hoogte van 18 tot 61 meter.

## Demografie
Onderstaande figuur toont het verloop van het inwonertal (bron: INSEE-tellingen).

## Nabijgelegen kernen
Outtersteene, Strazele, Vieux-Berquin, Le Doulieu